# Новофастів
Новофа́стів (до 1805 року — Голофастів) — село в Україні, у Погребищенській міській громаді Вінницького району Вінницької області. До 2020 центр Новофастівської сільської ради. Розташований за 22 км від центру громади, за 19 км від залізничної станції Ржевуська. Населення становить 973 особи.
У Новофастові перебував відомий англійський письменник Джозеф Конрад.

## Історія

### У складі Речі Посполитої
В списках Люстрації за 1734 та 1754 рік згадується, як село Голохвастів (пол. Hołochwastow).
У Візитаціях деканату за 1741 рік вказано, що з 1732 року в селі існує дерев’яна церква п'ятого класу. Прихожан налічувалось 50 дворів.
Наприкінці XVIII століття Голохвастів належав Захарію Ганському (пол. Zachariasz Hański herbu Korczak).
В 1780 році містечко Новохвастов (пол. Nowochwastow) в нього придбав генерал-майор військ коронних Стефан Станіславович Любовидзький (пол. Stefan Lubowidzki h. Kopacz, Jr.).

### У складі Російської імперії
Помер Любовидзький у 1805 році, залишивши по собі трьох доньок та чотирьох синів: Катаржину, Вікторію, Теофілу, Йозефа, Ксаверія, Едварда та Вацлава.
У 1810 році постав новий, кам'яний палац Любовидзьких.
Через пожежу, в 1825 році місцевий храм згорів. В 1831 році стараннями Йозефа Любовидзького в Новохвастові зведено кам’яну церкву з дзвіницею на честь Святого Михаїла. 
Містечко перейшло до Вацлава Любовидзького (пол. Wacław Lubowidzki h. Kopacz), оскільки його старші брати були бездітними. 
У шлюбі Вацлава та Дороти з Прушинських (пол. Dorota z d. Ursyn - Pruszyńskich Lubowidzka) народився син Вацлав-Стефан-Адам (помер в ранньому віці), а також доньки: Констанція-Марія-Ева, Цецилія-Марія-Ева та Юзефа.
Юзефа Любовидзька в 1857 році стала дружиною Тадеуша Бобровського (пол. Tadeusz Bobrowski h. Jastrzębiec), що родом із Терехова. Так містечко опинилось у володінні вищезгаданого Бобровського.
Пані Бобровська померла 1858 року, народжуючи доньку Жозефіну (померла 1870 року в ному віці). 
По смерті Тадеуша Бобровського 1894 року, Новофастів належав графині Констанції Вацлавні де Монтрезор (пол. hr. Konstancja de Montresor z d. Lubowidzcy h. Kopacz). В містечку на той час налічувалось 305 дворів та 2317 жителів. 
Окрім православної церкви та церковно-приходської школи тут була римо-католицька каплиця та синагога. Також значилось 4 кузні, лікарня, аптека та два водяних млини. 
Оскільки родина де Монтрезор не проживала в маєтку, господарством займався орендар — Зенон Костянтинович Жолцинський.
У 1905—1907 роках у селі відбувалися заворушення селян.
У Новофастові бував відомий англійський письменник Джозеф Кондрад (пол. Józef Teodor Konrad Korzeniowski, англ. Joseph Conrad), відвідуючи свого дядька й опікуна Тадеуша Бобровського. 

### У складі УРСР
На початку 1970-х років в селі була розміщена центральна садиба колгоспу «Перше травня». За господарством було закріплено 4494 га землі, у тому числі 3408 га орної. Виробничій напрям був рільничо-тваринницький. В селі була середня школа, будинок культури, бібліотека, лікарня. Видавалася колгоспна багатотиражна газета «Шляхом Ілліча».

### Сучасність
17 липня 2015 року відбулася урочиста передача старовинного храму парафії УПЦ КП.
12 червня 2020 року, відповідно до розпорядження Кабінету Міністрів України № 707-р «Про визначення адміністративних центрів та затвердження територій територіальних громад Вінницької області», увійшло до складу Погребищенської міської громади.
19 липня 2020 року, в результаті адміністративно-територіальної реформи та ліквідації Погребищенського району, село увійшло до складу Вінницького району.

## Населення
За даними перепису 2001 року наявне населення села становило 979 осіб, із них 98,56 % зазначили рідною мову українську, 1,23 % — російську, 0,10 % — білоруську.
| Рік            | 1897 | ~1900 | ~1902 | ~1972 | 1989 | 2001 |
| -------------- | ---- | ----- | ----- | ----- | ---- | ---- |
| Кількість осіб | 2355 |       |       | 1822  | 1154 | 979  |

### Мова
Розподіл населення за рідною мовою за даними перепису 2001 року:
| Мова       | Відсоток |
| ---------- | -------- |
| українська | 98,56%   |
| російська  | 1,23%    |
| інші       | 0,21%    |

## Відомі уродженці
- Башняк Роман Васильович (14.04.1972 — 31.01.2015) — капітан Збройних сил України. Брав участь в АТО у складі 30-ї окремої механізованої бригади. Загинув при виконанні бойового завдання під час проведення Дебальцівської Операції з деблокування частин ЗСУ які були оточені російськими військами.
- Всеволод (Матвієвський) (1942) — архієрей Української Православної Церкви Київського Патріархату; єпископ Слов'янський, вікарій Донецької єпархії.
- Тригуб Олена Валеріївна (* 1986) — українська художниця декоративно-прикладного мистецтва.

## Галерея

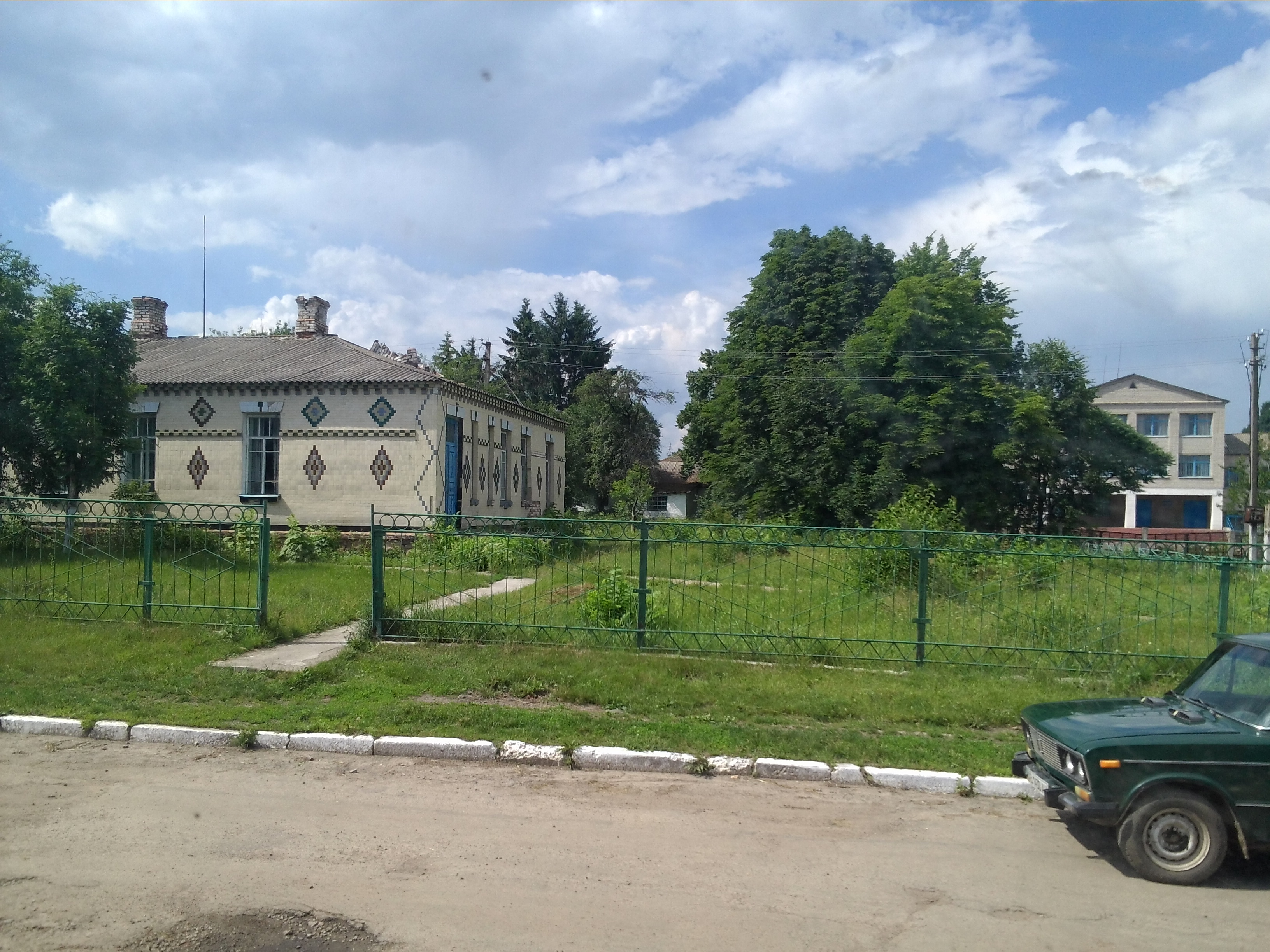
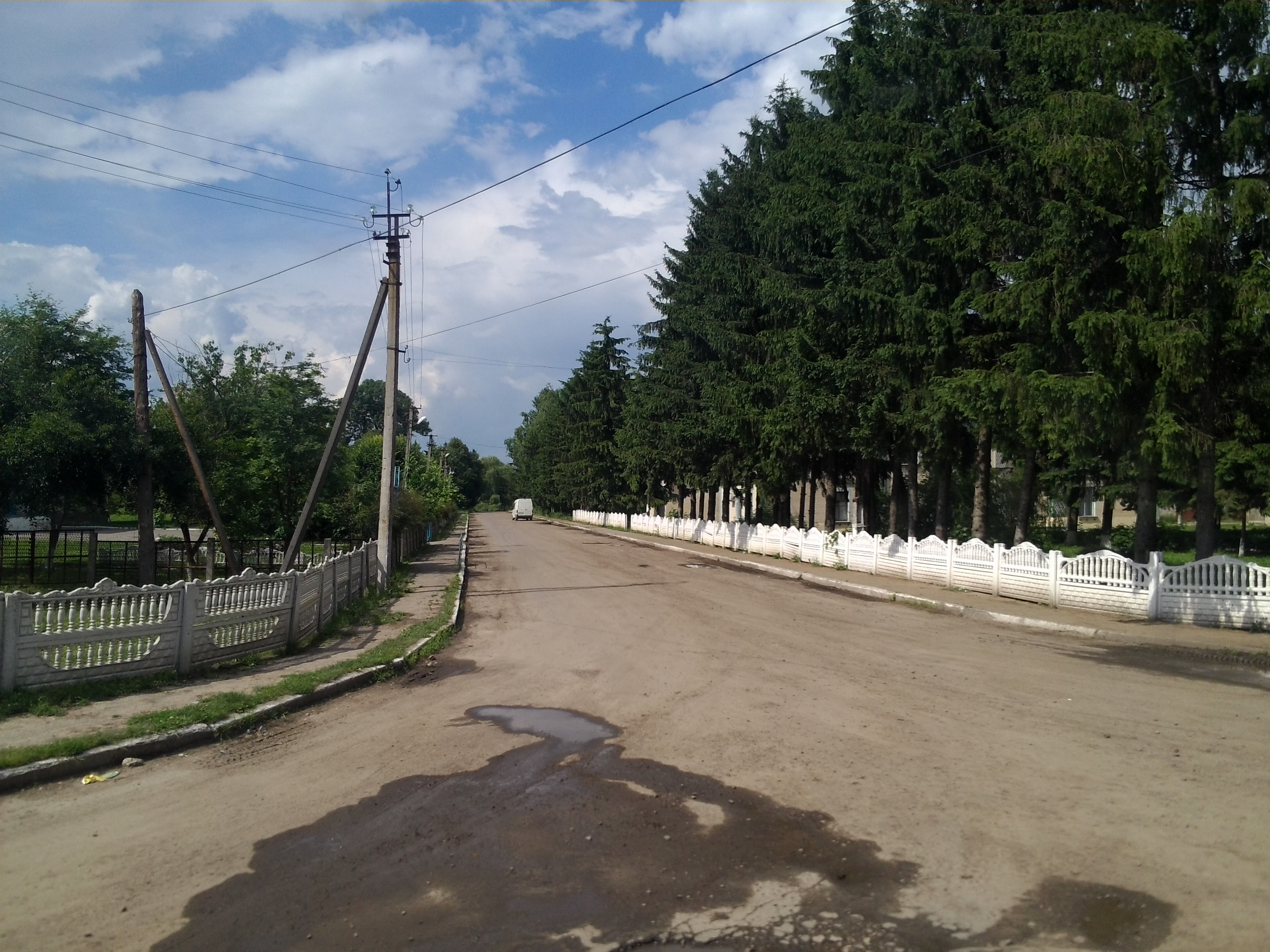
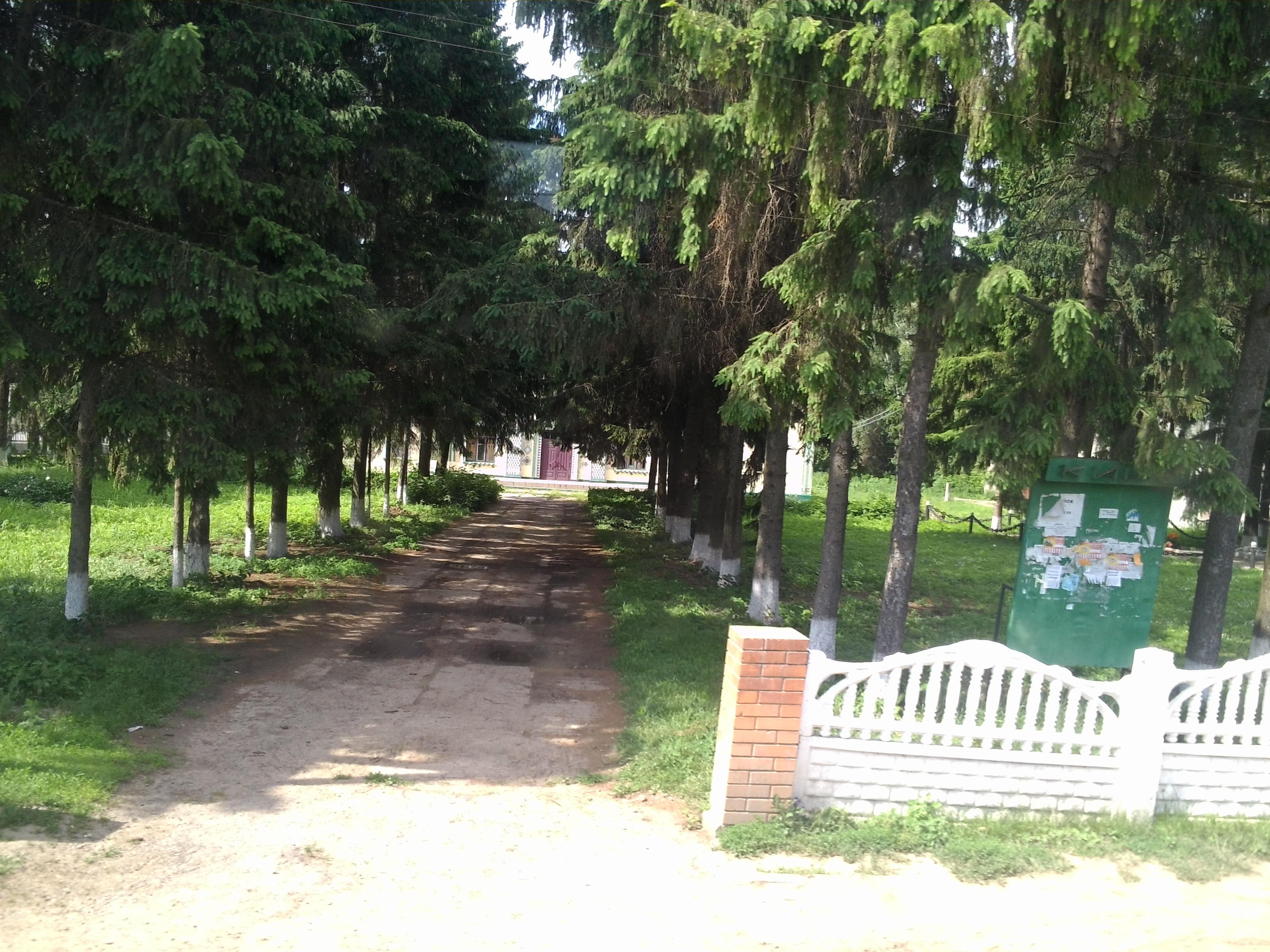
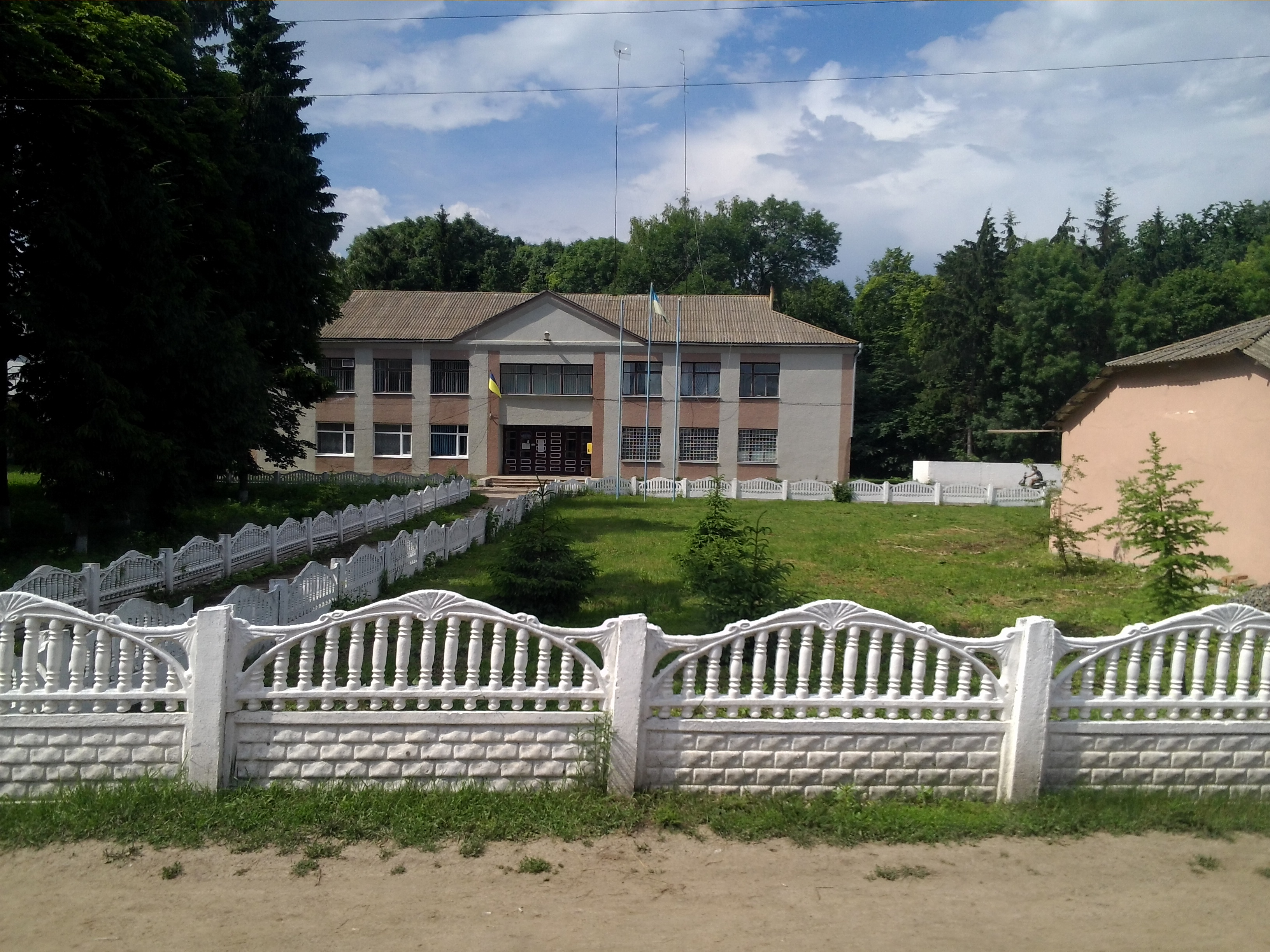
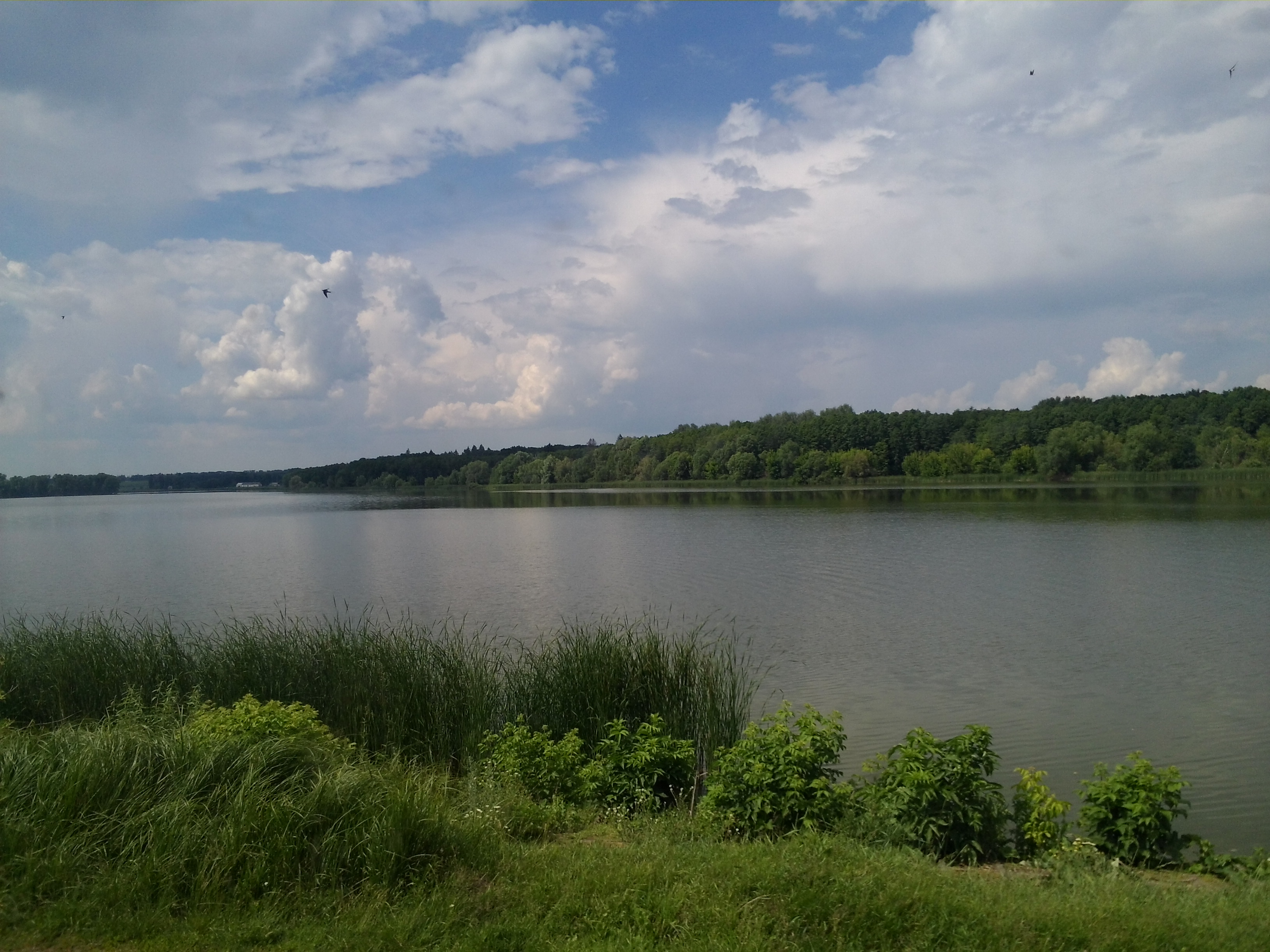
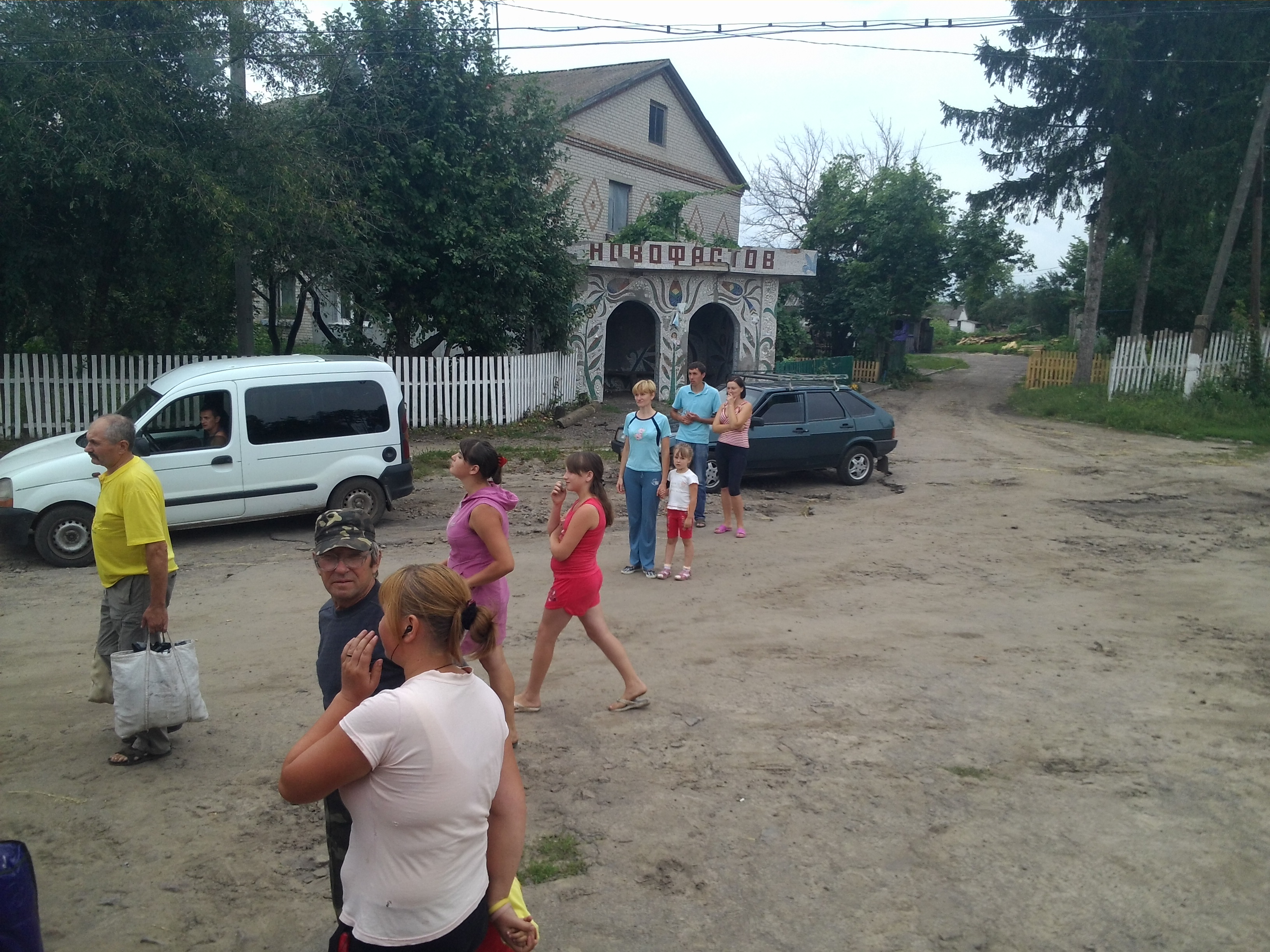
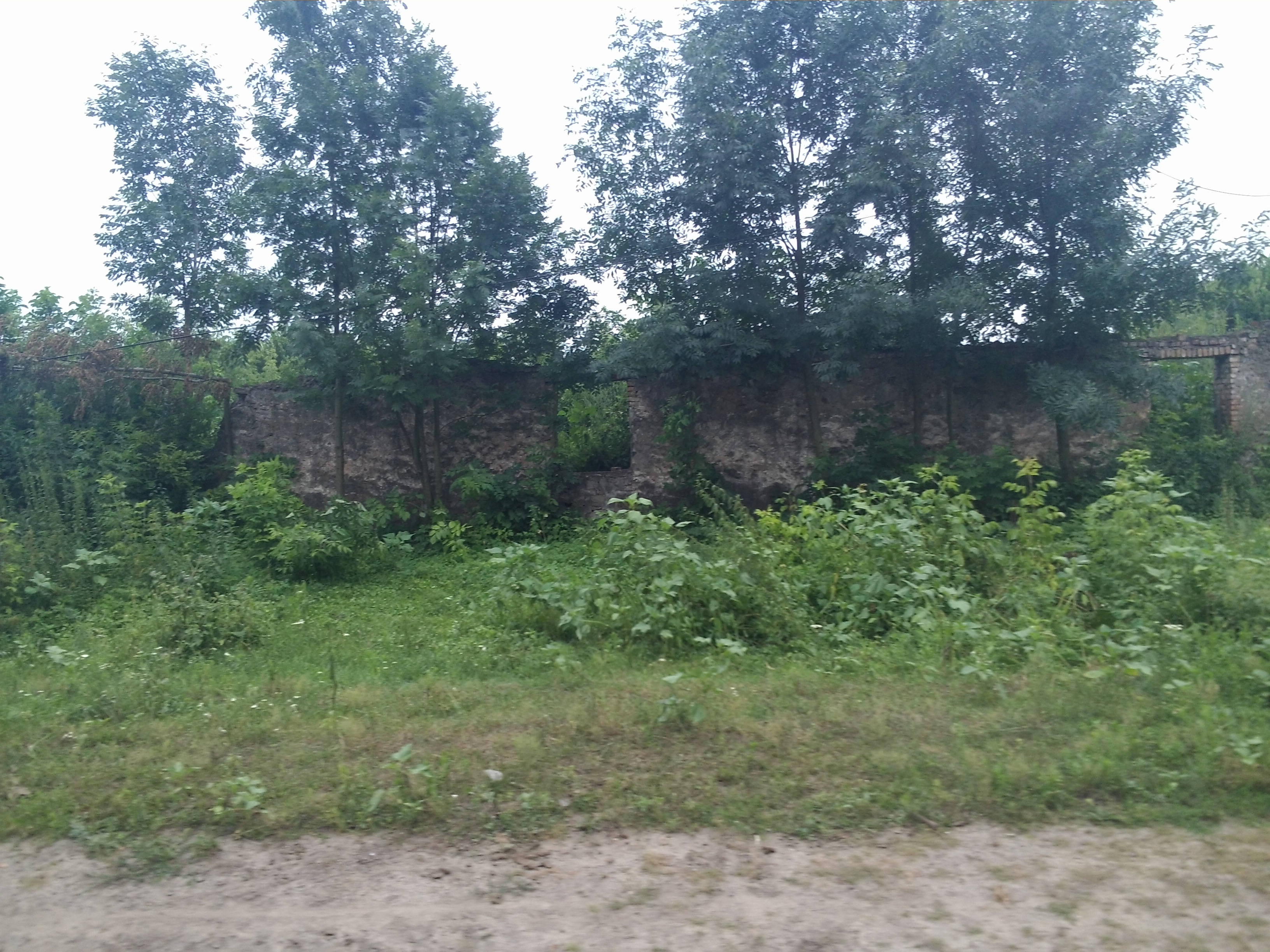
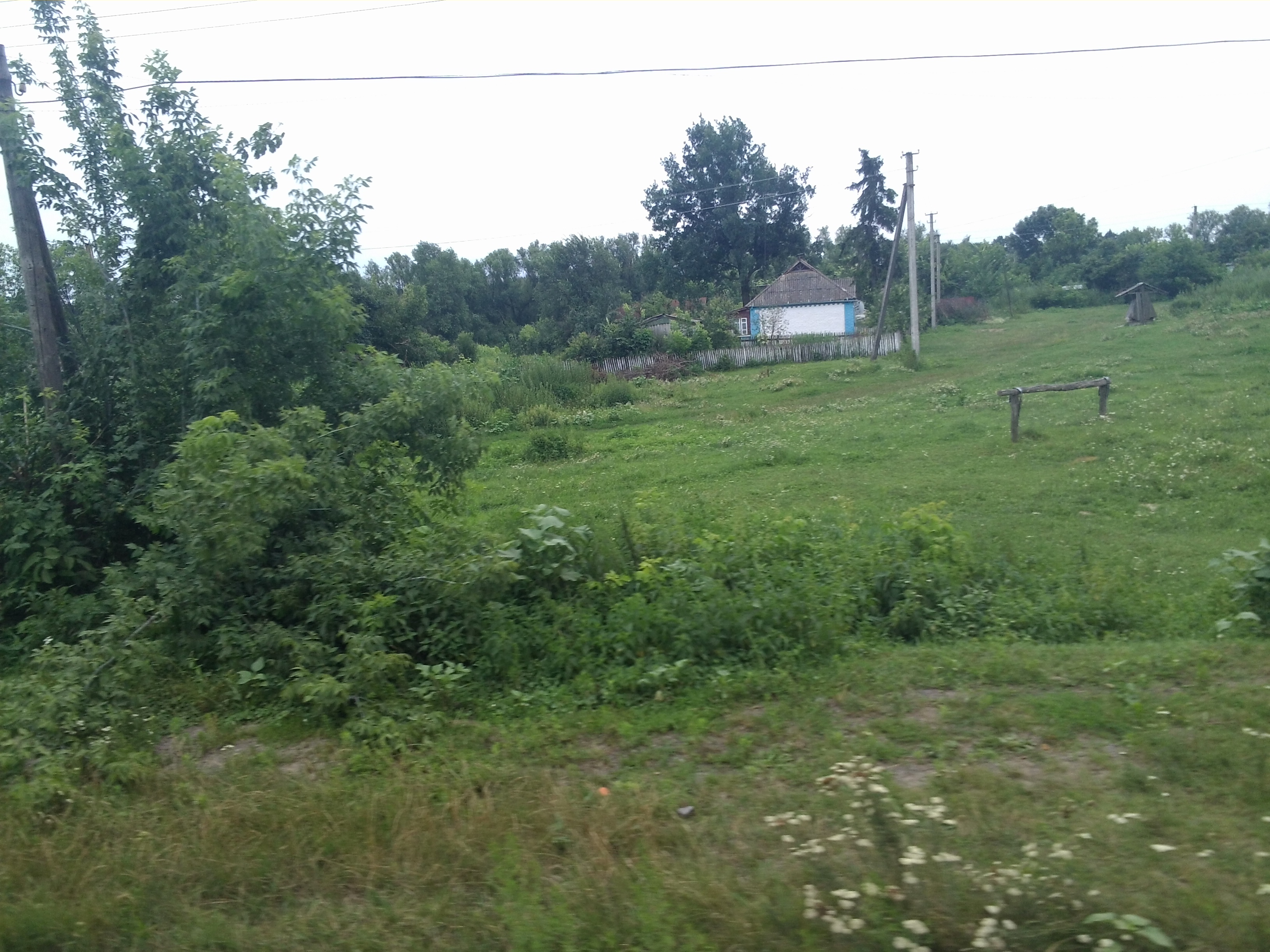
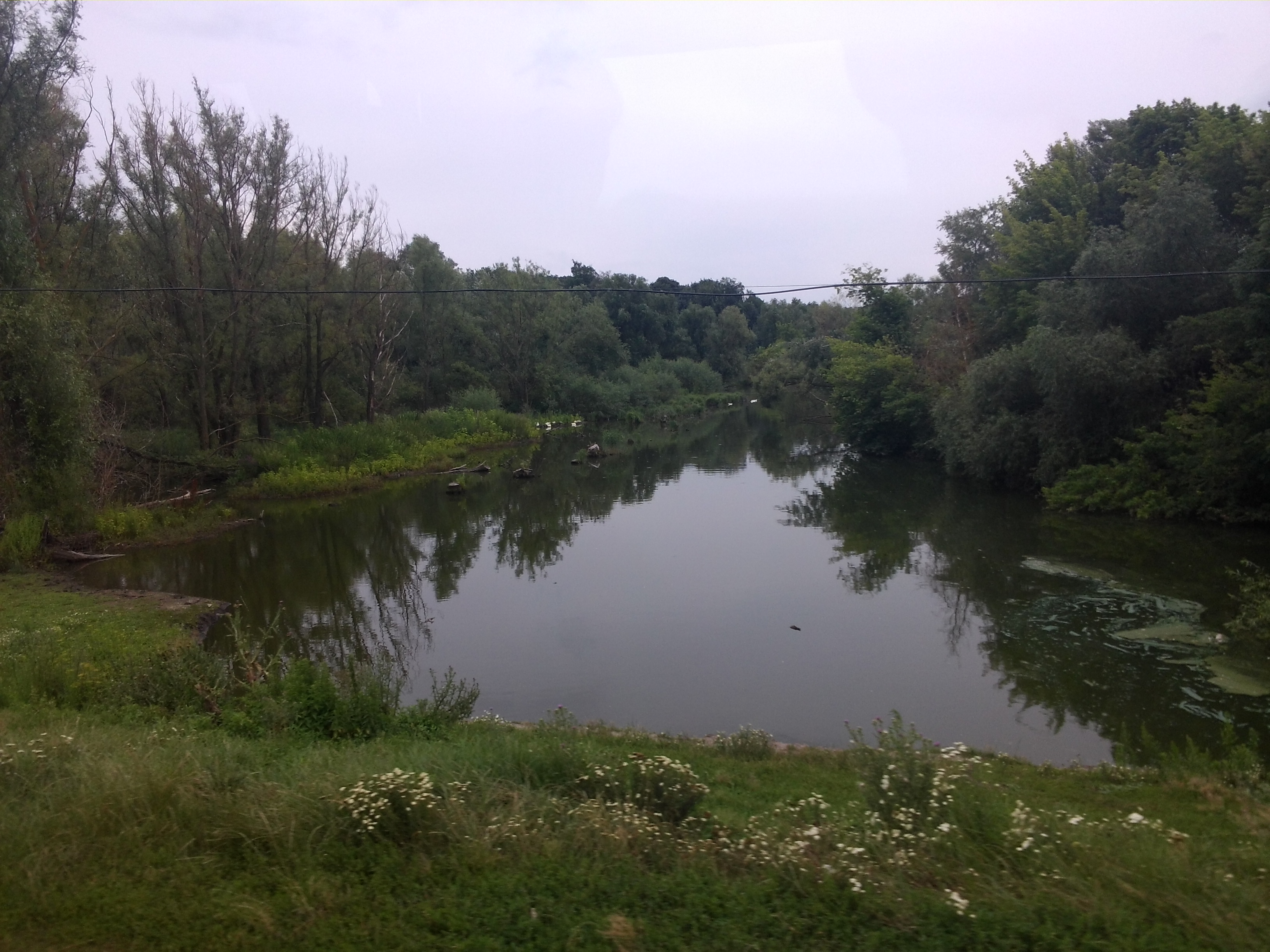
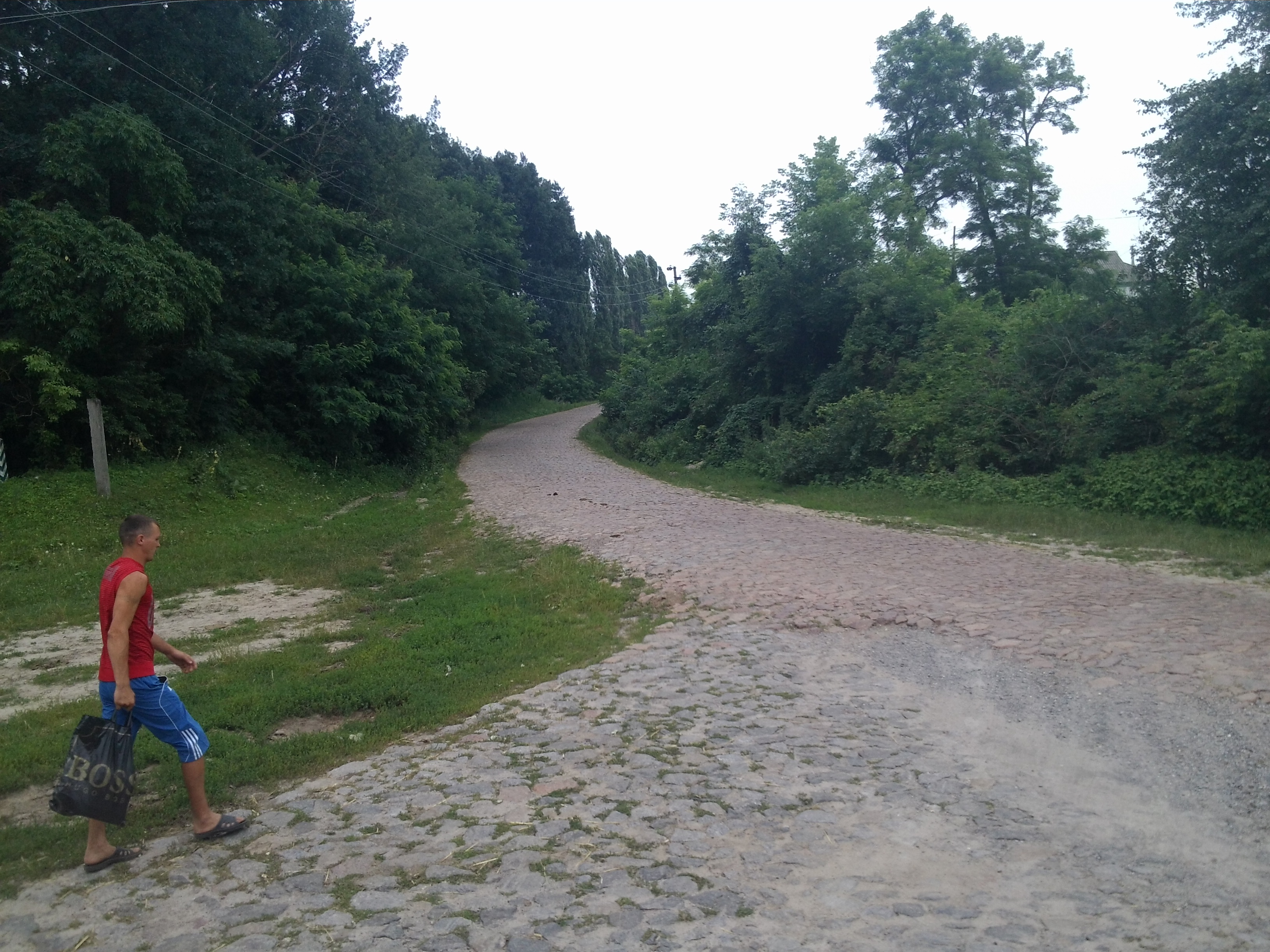
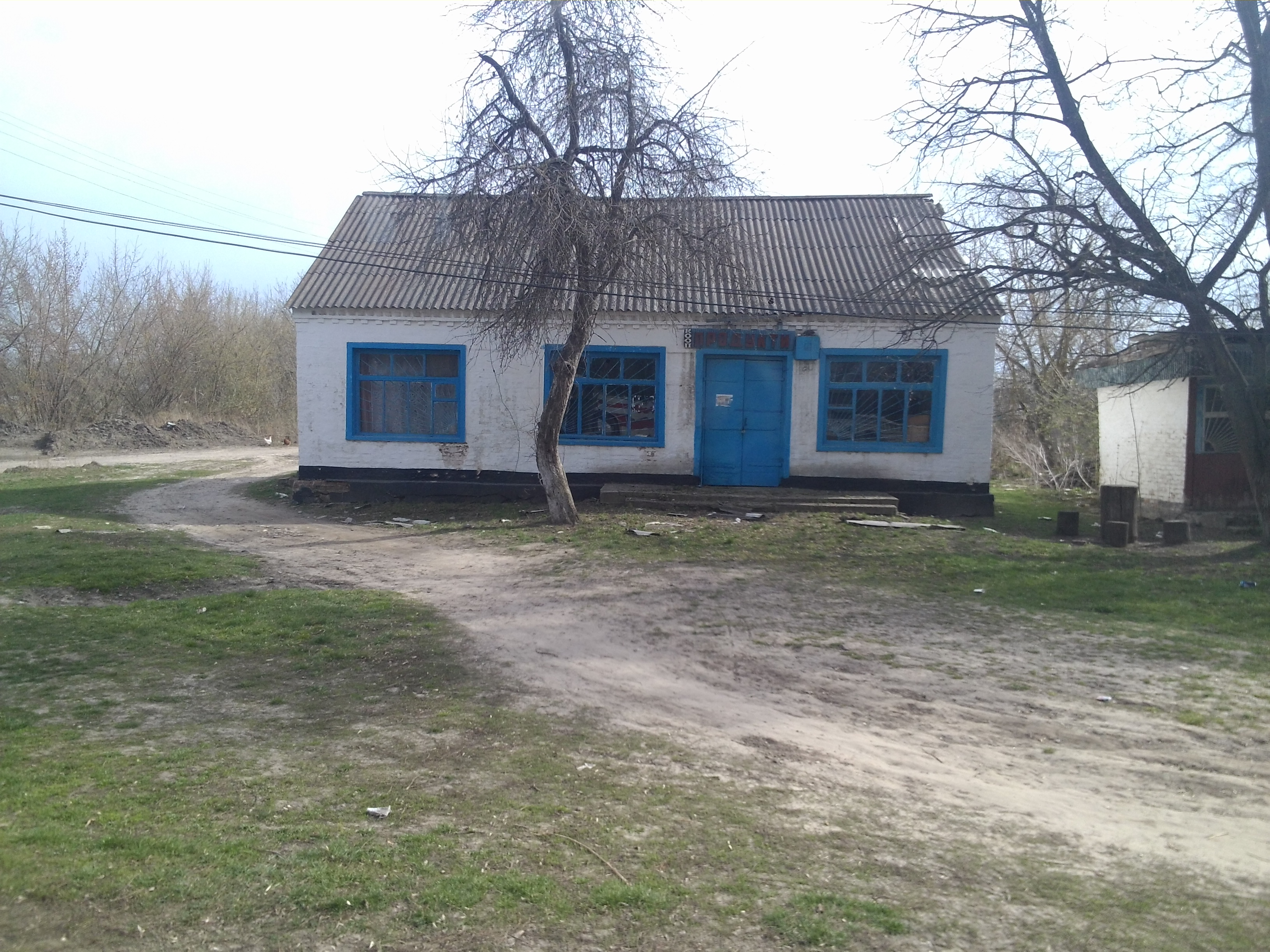
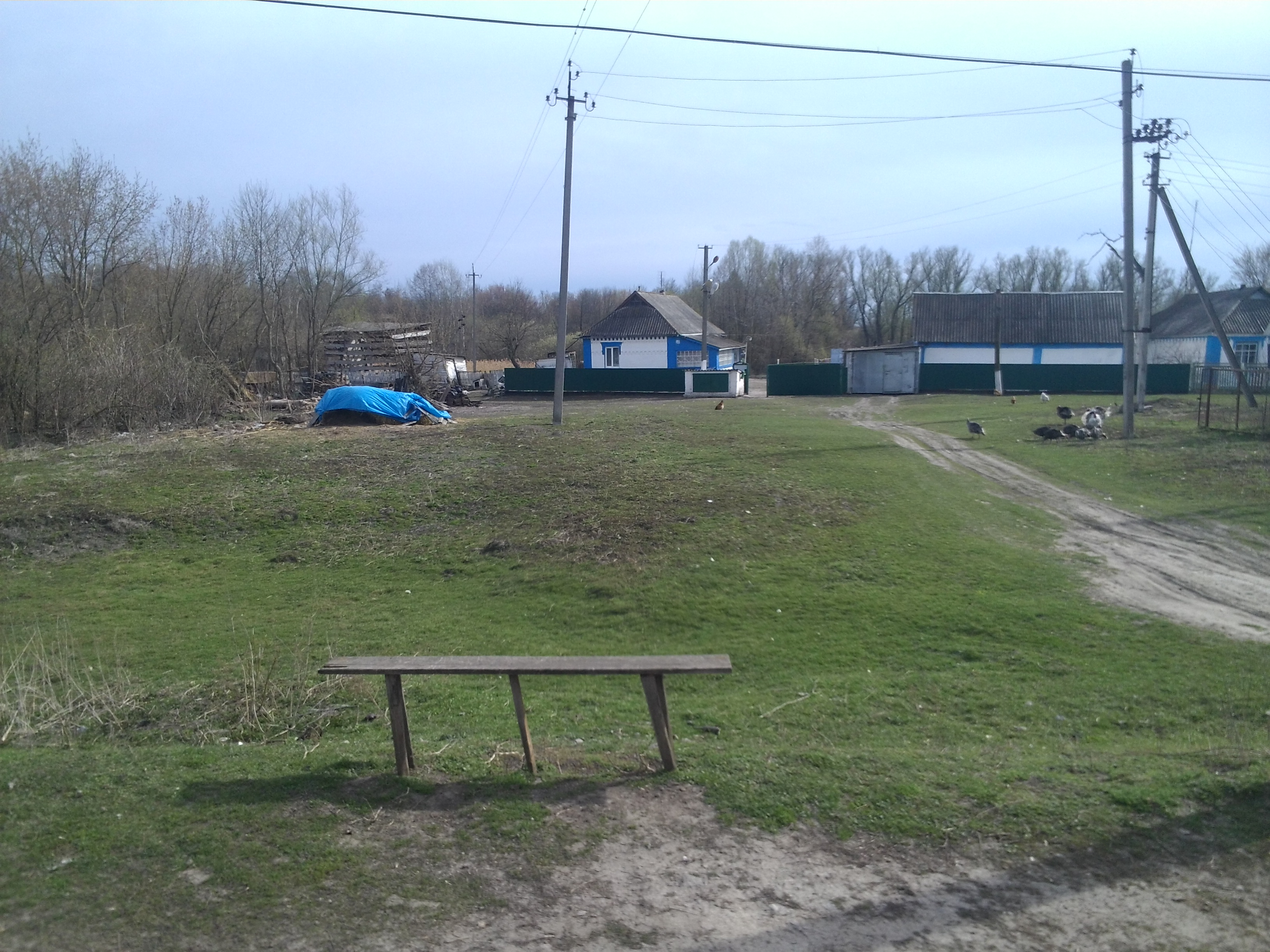
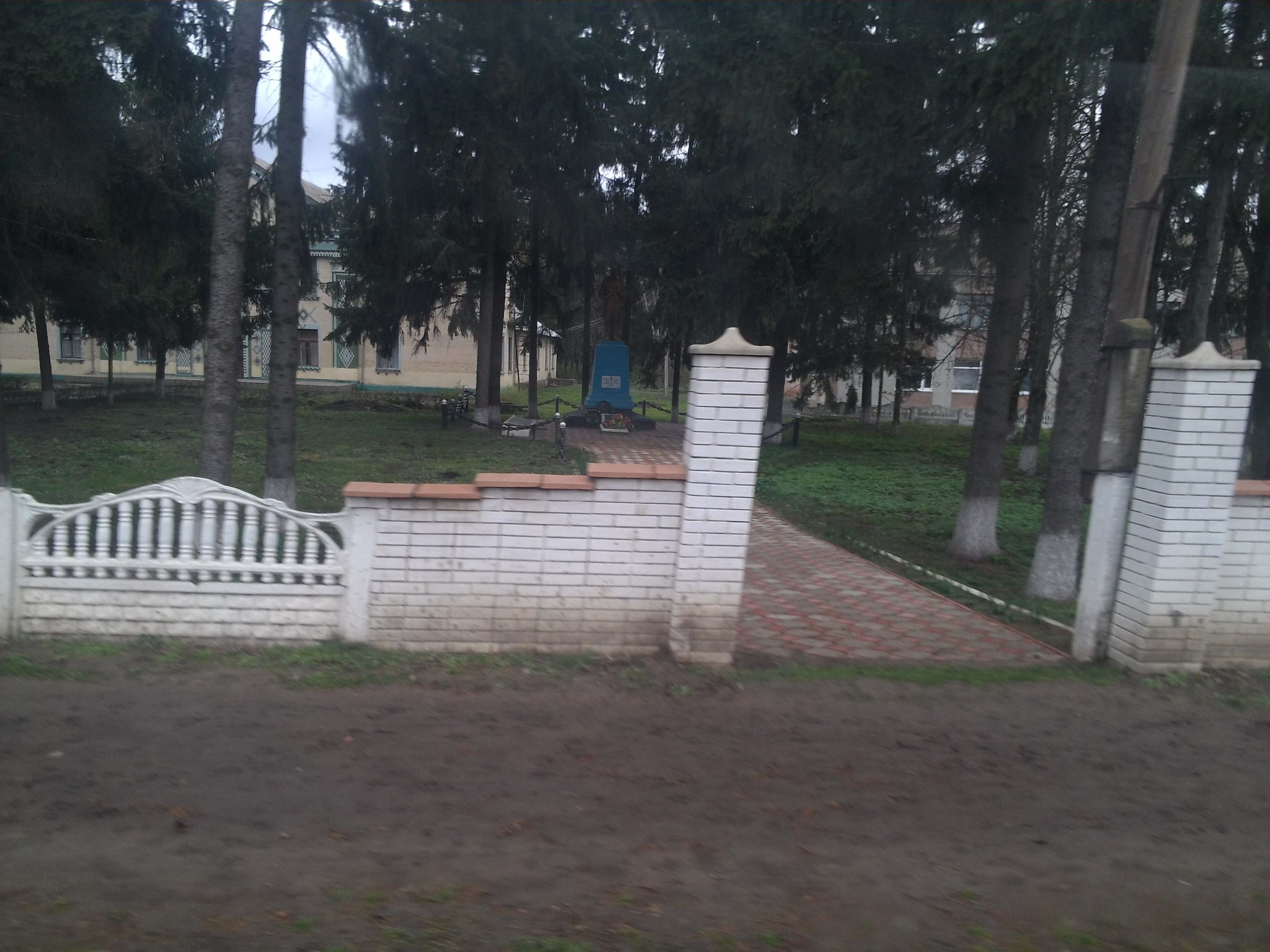